# Кулешова, Анна Викторовна
Анна Викторовна Кулешова (род. 24 февраля 1981) — кандидат социологических наук, российский общественный деятель. Председатель совета по этике научных публикаций Ассоциации научных редакторов и издателей (2016 — 2021), член комиссии РАН по противодействию фальсификации исследований (2018), руководитель департамента издательских программ Всероссийского центра изучения общественного мнения (2019). Ответственный редактор журнала «Мониторинг общественного мнения: экономические и социальные перемены» (2015), научный редактор журнала «Социологические исследования» (2009—2017), главный редактор журнала «Социодиггер» (с 2020 г.).
В марте 2022 уехала из России.
В мае 2022 стала сооснователем ассоциации Social Researchers Across Borders (Социальные исследователи без границ).
В декабре 2022 Совет по этике научных публикаций подготовил заявление  в ответ на злоупотребления в ретрагировании статей.
В мае 2023 инициировала создание публичного обращения "Российские ученые против недобросовестных гуманитарных экспертиз в судах и легитимации псевдонаучного знания", размещенного на площадке Совета по этике научных публикаций. Текст был подготовлен в связи с судебным делом Евгении Беркович и Светланы Петрийчук, им было предъявлено обвинение в "оправдании терроризма" на основании т.н. "деструктологической" экспертизы. 

## Биография
В 2003 году с отличием окончила факультет журналистики РГГУ и поступила в аспирантуру социологического факультета РГГУ.
В 2008 году защитила кандидатскую диссертацию на тему «Ценностные ориентации и культурные тезаурусы городских подростков современной России» под руководством проф. Е. А. Гришиной.
В 2009—2017 годы работала в журнале «Социологические исследования» (Академиздатцентр РАН).
В ходе работы столкнулась с системными нарушениями в сфере этики научных публикаций, выступила на 5-й международной научно-практической конференции «Научное издание международного уровня — 2016: решение проблем издательской этики, рецензирования и подготовки публикаций» Ассоциации научных редакторов и издателей с предложением создать совет по этике научных публикаций. Стала одним из авторов декларации Ассоциации научных редакторов и издателей «Этические принципы научных публикаций». Избрана председателем совета по этике научных публикаций, сотрудничала с Ассоциацией научных редакторов и издателей до 2021 г., пока цели Совета не стали противоречить целям АНРИ.
В 2015 году начала работать во Всероссийском центре изучения общественного мнения (ВЦИОМ) в должности ответственного редактора журнала «Мониторинг общественного мнения: экономические и социальные перемены». В 2019 году возглавила департамент издательских программ ВЦИОМ. С 2020 года - главный редактор журнала «СоциоДиггер».
Замужем, растит трёх детей.

## Публикации
- Кулешова А. «Теперь все понимают, что надо и что не надо обсуждать по телефону». Как изменилась повседневная жизнь несогласных россиян после 24 февраля // Репаблик. 17.04.2023
- Авдеева А., Исупова О., Кулешова А., Шпаковская Л., Чернова Ж. Родительство 2.0: Почему современные родители должны разбираться во всем? М.: Альпина Паблишер, 2021
- Братерский А., Кулешова А. Открытый (в)опрос: Общественное мнение в современной истории России[2]. М.: ЭКСМО, 2021
- Алексенко А. Как превратить науку из российской в обычную // Сноб. 4 марта 2019 г.
- Федорова Н. «Большая часть научных статей — это красиво упакованный мусор»// Реальное время. 14.07.2019.
- Кулешова А. В., Подвойский Д. Г. Парадоксы публикационной активности в поле современной российской науки: генезис, диагноз, тренды// Мониторинг общественного мнения: экономические и социальные перемены. 2018. No 4. С. 160—210.
- Кириллова О. В., Парфенова С. Л., Гришакина Е. Г., Кочетков Д. М., Кулешова А. В., Базанова Е. М., Доронина Е. Г., Зельдина М. М., Безроднова К. А., Лягушкина Е. А., Акоев М. А., Попова Н. Методические рекомендации по подготовке и оформлению научных статей в журналах, индексируемых в международных наукометрических базах данных. Издательство: Ассоциация научных редакторов и издателей. М., 2017.
- Кулешова А. В. Работа Совета по этике научных публикаций: первые результаты// В сборнике: Научное издание международного уровня — 2017: мировая практика подготовки и продвижения публикаций материалы 6-й международной научно-практической конференции. 2017. С. 66-69.
- Кулешова А. В. Маховик публикационной инфляции// Троицкий вариант. № 273. 26.02.2019. С. 3